# Clint el solitario
Clint el solitario (em português: "O retorno de Clint") é uma produção cinematográfica italiana de 1967, do subgênero Western spaghetti, dirigida por Alfonso Balcázar.

## Sinopse
Western europeu exibido nos cinemas brasileiros com o título Clint, o solitário. Tendo matado em defesa da mulher e do filho, Clint (Martin) exilou-se de sua região em Nevada. Agora retorna em busca da esposa Julie (Koch) e do filho Tom. Julie o aceita como peão na fazenda desde que não use mais armas. Ignorando que Clint é seu pai, pois a mãe lhe dissera que ele morrera em um duelo, Tom julga-o um covarde, por não ter podido se defender numa briga provocada por Shannon (Gozlino). Depois, na cidade, Clint vence sozinho uma luta com o mesmo Shannon e seus irmãos. Lutando só contra todos, procura limpar o vilarejo e derrotar a quadrilha. Originalmente em Super Techirama.

## Elenco
- George Martin - Clint
- Marianne Koch - Julie Harrison
- Gerhard Riedmann - Bill O'Brien
- Pinkas Braun - Don Shannon
- Xan das Bolas - Simpson
- Paolo Gozlino - Dave Shannon